# Olesicampe affinis
Olesicampe affinis är en stekelart som först beskrevs av Parfitt 1882.  Olesicampe affinis ingår i släktet Olesicampe och familjen brokparasitsteklar. Inga underarter finns listade i Catalogue of Life.